# Sharp Zaurus

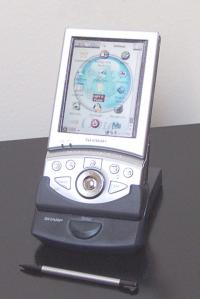
Sharp Zaurus SL-5500 rodando OpenZaurus

O Sharp Zaurus é um sistema operacional de origem no antigo HZ-3, da empresa americana de software RHTech. Surgido em meados de 2003, este sistema é simples e baseado em aplicativos compartilhados com o núcleo em dois níveis: nível Drop e nível Up-down.
Este tipo de funcionamento de aplicativos permite que eles compartilhem em tempo de execução a troca de informações do próprio processador com o sistema de arquivos e com o kernel quase simultaneamente. Isso torna o sistema muito leve, porém o faz quase mono-tarefa, ou seja, roda um programa ou função muito bem, ao passo que não roda muitos programas adequadamente.
Criado por Bherguer Sharp Jhonson, o Zaurus alcançou fama repentina entre os vários departamentos de sua universidade, a cultuada Arth Institute of Technology of Illinois. Mas pelo fato de o sistema optar pelo protocolo OSI em suas conexões de rede, logo se tornou impraticável e caiu no esquecimento, apesar de ainda ser usado por computadores com processadores Bright-NEOS, da INFCOMP sa.